# Kamienica przy ul. Ciepłej 3 w Warszawie
Kamienica przy ul. Ciepłej 3 – kamienica znajdująca się przy ul. Ciepłej 3 w dzielnicy Wola w Warszawie.

## Historia
Kamienica została wzniesiona po 1881 roku jako frontowy trzypiętrowy dom o dziewięciu osiach. Powstała także czteropiętrowa oficyna północna, a ok. 1910 roku dobudowano tej samej wysokości oficyny zachodnią i południową (niedochodzące jednak do domu frontowego), zamykając w ten sposób podwórze.
W 1893 roku w kamienicy urodził się późniejszy duchowny rzymskokatolicki Ignacy Skorupka poległy w bitwie pod Ossowem w 1920 roku. 
W czasie II wojny światowej w latach 1940–1942 kamienica znajdowała się na terenie getta warszawskiego. Została z niego wyłączona wraz z całym tzw. małym gettem w sierpniu 1942 roku, w trakcie wielkiej akcji deportacyjnej (wywózki Żydów do obozu zagłady w Treblince). W 1943 na środku podwórza zbudowano kapliczkę.
Kamienica przetrwała działania wojenne, w tym powstanie warszawskie i stanowi obecnie jedyny zachowany przykład czynszowej zabudowy ulicy Ciepłej sprzed 1939 roku. 
W latach 50. XX wieku budynek został pozbawiony całego wystroju fasady i balkonów.
O wpis kamienicy do rejestru zabytków starał się między innymi Zespół Opiekunów Kulturowego Dziedzictwa Warszawy „ZOK”, a z obywatelskim apelem o wpis kamienicy do rejestru zabytków zwróciło się około 1500 osób fizycznych. Wniosek poparły również różne instytucje kulturalne i społeczne. W marcu 2016 roku Mazowiecki Wojewódzki Konserwator Zabytków wpisała do rejestru zabytków kamienicę wraz z oficynami, terenem posesji i kapliczką na podwórzu.

## Upamiętnienia
Tablica upamiętniająca Ignacego Skorupkę zaprojektowana przez Andrzeja Gawlikowskiego, odsłonięta na frontowej ścianie budynku w 1997 roku. 

## Galeria

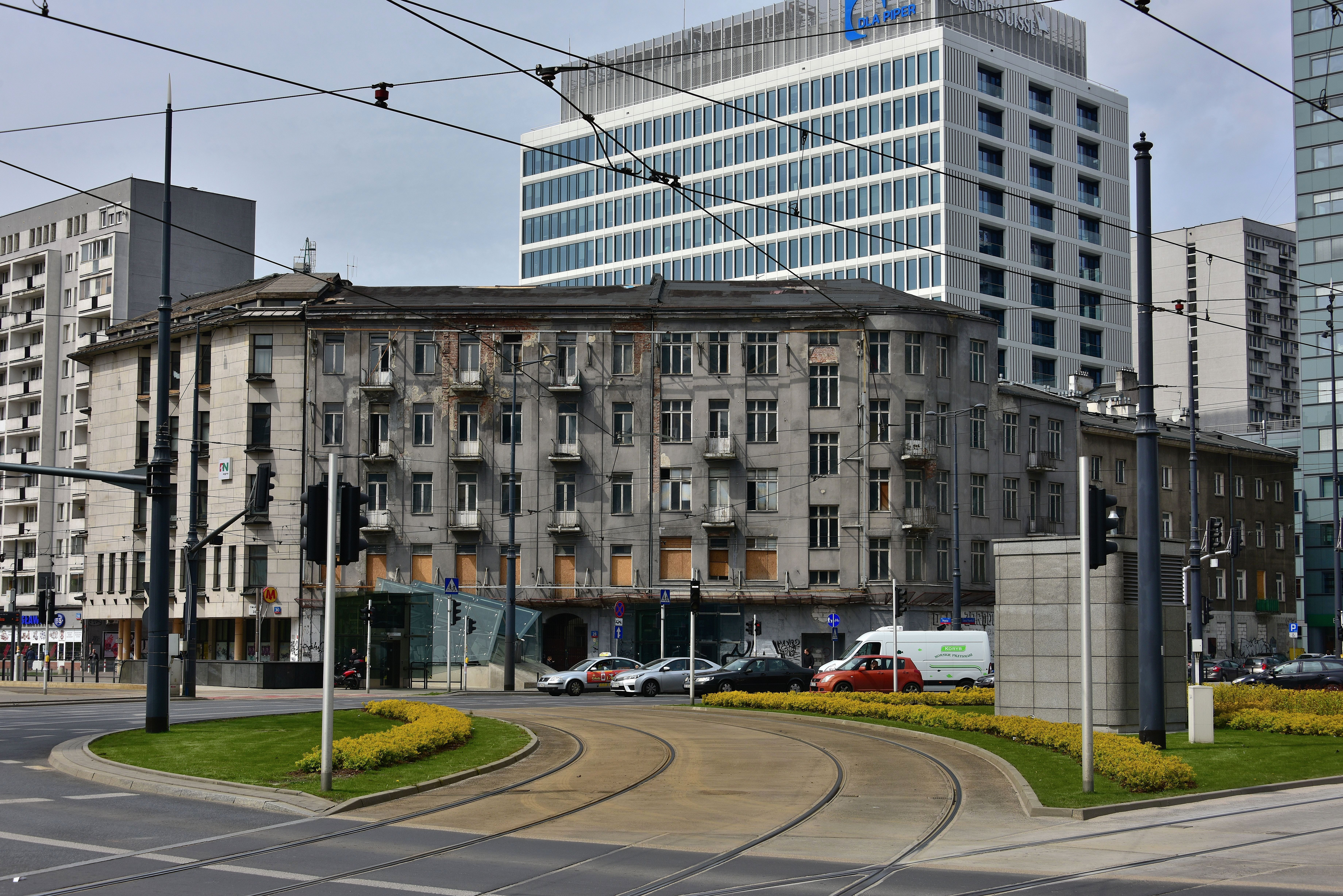
Kamienica w perspektywie zabudowy ronda ONZ, na wprost kamienica Lejba Osnosa
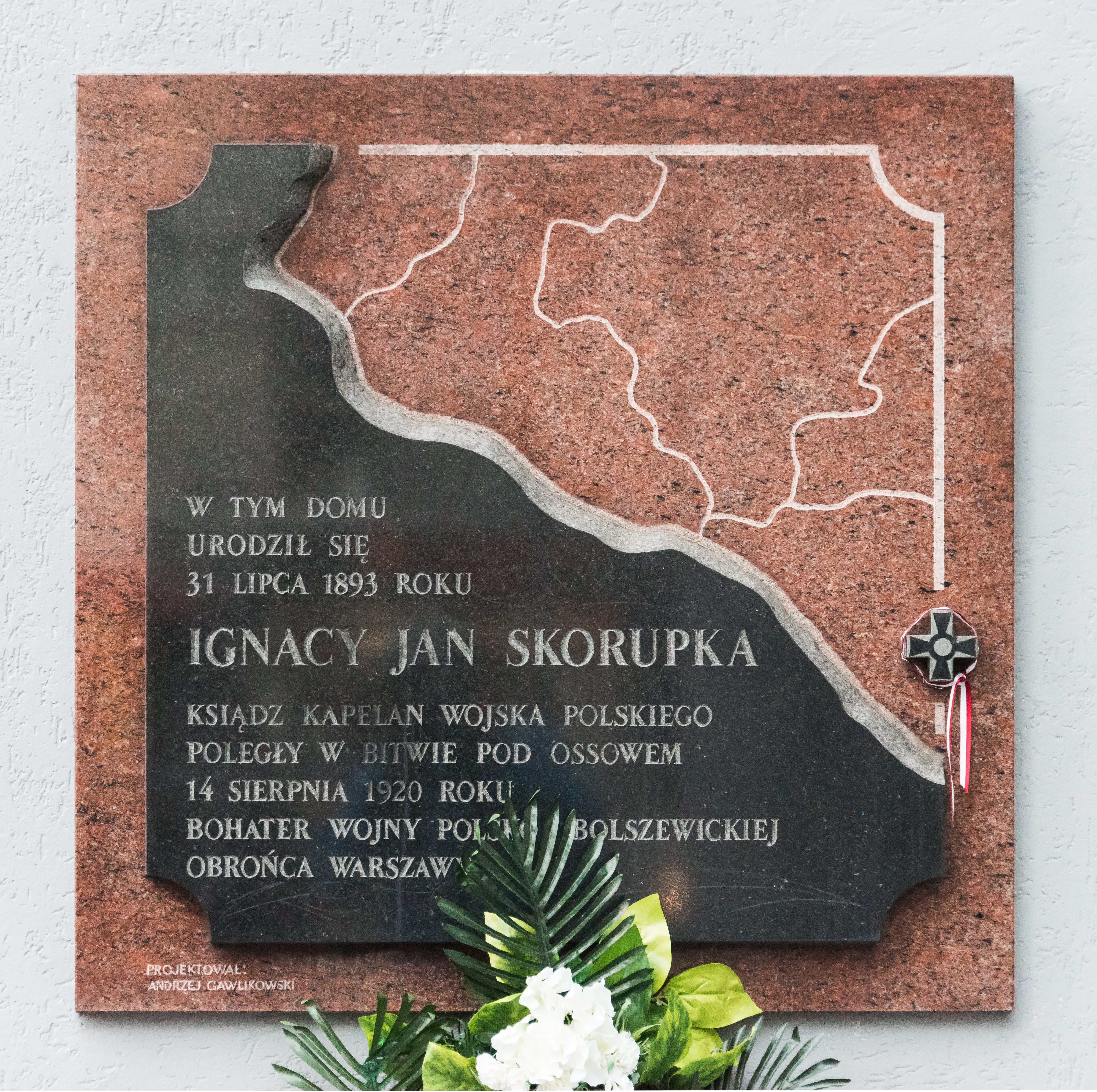
Tablica upamiętniająca Ignacego Skorupkę
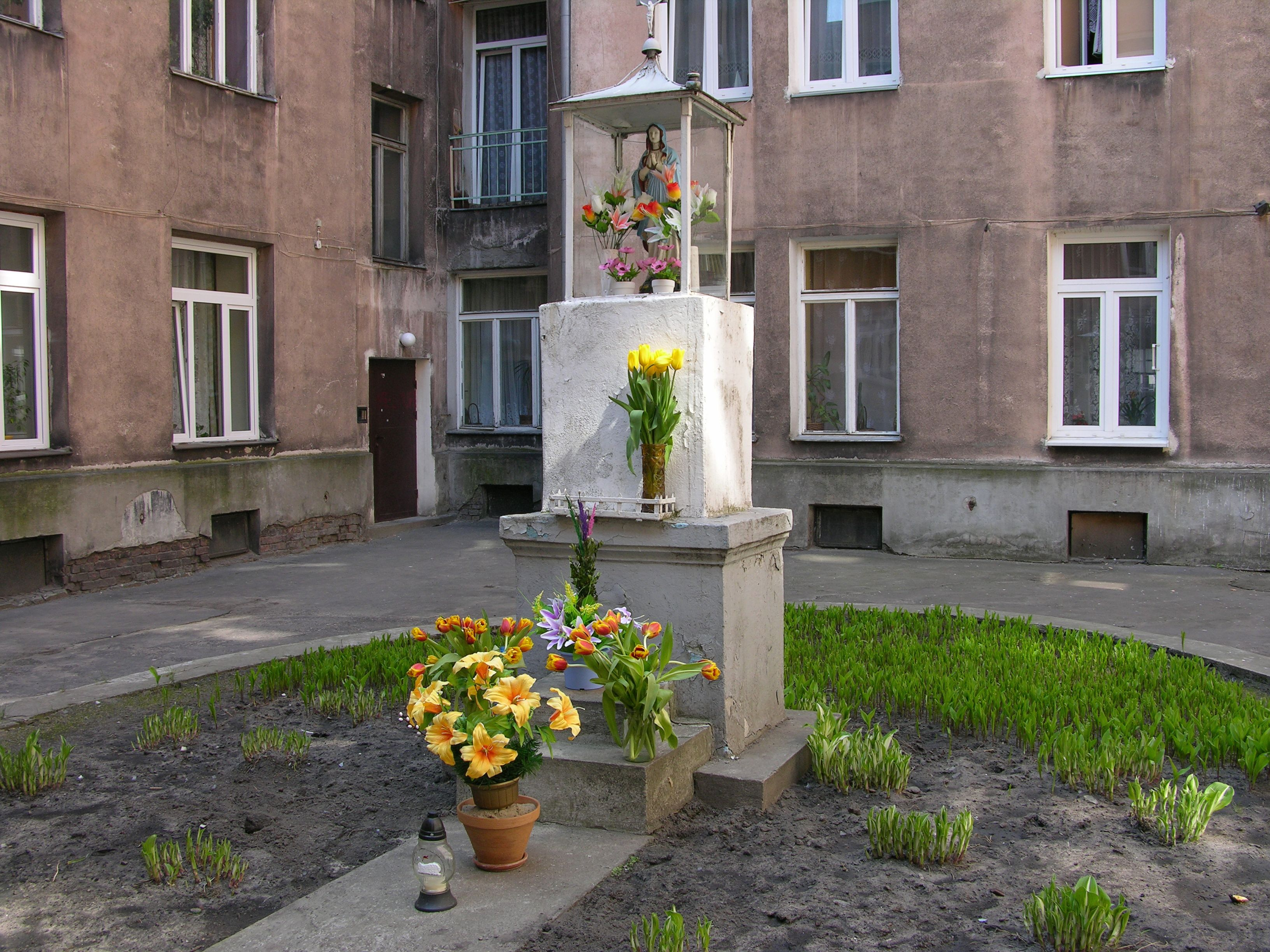
Kapliczka na podwórzu kamienicy